# Ciborij (posuda)

Ciborij ili čestičnjak je liturgijska posuda koja se u Katoličkoj Crkvi upotrebljava za držanje malih hostija namijenjenih za pričest vjernika.[nedostaje izvor]
Naziv dolazi od grčke riječi kiborion (posuda za čuvanje hrane).
Ciborij sliči kaležu, ali je dublji, širi i ima poklopac. Ciborij može označavati i krović ili gornji dio oltara u obliku četverokutne sjenice pod kojom je posuda s Presvetim (inače poznat kao baldahin).
Najčešće se izrađuje od plemenite kovine, a ako je od nekog drugog metala, onda se na njega stavlja pozlata.
Pri posveti hostija, nad ciborijem se događa posvećenje (konsekracija), jer je on u najbližem kontaktu s Presvetim.